# Tomas Pačėsas
Tomas Pačėsas (Kaunas, 11 novembre 1971) è un ex cestista, allenatore di pallacanestro e politico lituano, presidente del partito Lietuva – visų.

## Carriera
Con la Lituania ha disputato i Giochi olimpici di Atlanta 1996 e i Campionati mondiali del 1998.

## Palmarès

### Giocatore

#### Squadra
- Campionato russo: 1

Ural Great Perm': 2000-01
- Coppa di Polonia: 1

Prokom Sopot: 2006

#### Individuale
- Polska Liga Koszykówki MVP: 1

Prokom Sopot: 2003-2004

### Allenatore
- Coppa di Polonia: 1

Prokom Sopot: 2008
- Coppa di Lituania: 1

Lietuvos Rytas: 2016
- Supercoppa polacca: 1

Prokom Gdynia: 2010